# Megophrys binchuanensis
Megophrys binchuanensis е вид жаба от семейство Megophryidae. Видът е почти застрашен от изчезване.

## Разпространение
Разпространен е в Китай (Юннан).

## Описание
Популацията на вида е намаляваща.